# Arion (label)
Pour les articles homonymes, voir Arion.
Arion est un label discographique française classique et world music, basé à Clichy, dans les Hauts-de-Seine. Fondé par Ariane Ségal en 1967 à Paris, le nom vient du poète-musicien Arion de Méthymne. Il est dirigé depuis 1985 par Manuela Matalon Ostrolenk, qui l'a racheté en 1984, ainsi que le label Pierre Verany.

## Histoire
En 1962, Ariane Ségal, qui travaillait comme productrice pour la division française de Ricordi, quitte la société avec toute son équipe, y compris son ingénieur du son Claude Morel. Elle crée un nouveau label indépendant, Arion, dont elle est la présidente et la directrice générale, tandis que Morel en est le directeur artistique. En 1967, lorsque Arion signe un contrat de distribution aux États-Unis avec CBS, ses enregistrements avaient déjà reçu des prix de l'Académie Charles-Cros et de l'Académie du disque français,. Alors que la plupart des 33 tours produits en France dans les années 1960 et 1970 étaient emballés dans des pochettes, les disques d'Arion étaient présentés dans des livres contenant de nombreuses notes, dont la plupart étaient rédigées par Ségal elle-même.
Avec l'arrivée du CD, Arion, qui possédait un important catalogue de disques vinyles, n'avait pas les moyens financiers de se convertir au nouveau support. Plutôt que de vendre la société à l'un de ses rivaux, Ségal l'a vendue à la société italienne Ducale, qui avait distribué le label Arion en Italie et avait commencé à acheter des actions d'Arion en 1984. Le propriétaire de Ducale, David Matalon, a pris la présidence d'Arion en 1985. Sa fille Manuela Matalon Ostrolenk devient directrice générale, tandis que Segal reste à la tête de l'A&R pour la division classique du label. Peu après la prise de contrôle par Matalon, Arion a annoncé les plans de ses quatre premières sorties sur disque compact. Il s'agit de Les flûtes de terres Incas interprétées par l'ensemble de musique andine Los Calchakis et des Motets et scènes sacrées de Guillaume Bouzignac,.
Au cours des années suivantes, Arion réédite progressivement les enregistrements de son catalogue en vinyle sur CD et continue à produire de nouveaux enregistrements sur CD. En 1997, Arion acquiert le label Pierre Verany. Depuis 2015, Manuela Ostrolenk est à la fois présidente et directrice générale d'Arion. Ariane Segal, décrite par l'un de ses collègues chez Ricordi comme « une femme remarquable, très en avance sur son temps », décède en 2011 à l'âge de 93 ans,,.

## Catalogue
Parmi ses nombreuses références (1 500 enregistrements au catalogue) on peut citer :
- Les Fantaisies et variations de Jan Pieterszoon Sweelinck par Louis Thiry sur l'orgue Kern de l'Église Notre-Dame-des-Blancs-Manteaux, 1972
- L'intégrale du Le Clavier bien tempéré de Jean-Sébastien Bach enregistré à l'orgue de 1972 à 1975 par Louis Thiry
- Le Jugement de Salomon H 422 et Le Cantique en l'honneur de Saint Xavier H 355 de Marc-Antoine Charpentier, Ensemble vocal de Nantes, ensemble Stradivaria sous la direction de Paul Colléaux en 1987.
- L'intégrale de l'œuvre pour piano d'Emmanuel Chabrier enregistrée par Alexandre Tharaud.
- Transcription à l'orgue de l’intégrale des partitas pour claviers (BWV 825 à 830) de Bach enregistré par Erik Feller en 2000 (première mondiale)
- Enregistrement de l'intégrale des Toccatas de J.Pachelbel par Erik Feller en 2001
- 9 Grandes Études pour orgue de S.Neukomm (première mondiale en 2002) à l'orgue G.Grenzing (1999) de la cathédrale de Madrid par Erik Feller.
- Transcription des Variations Goldberg de Bach par Erik Feller à l'orgue Silbermann (1735) Freiberg (Allemagne)